# Нижнененинский сельсовет
Нижнененинский сельсовет — муниципальное образование со статусом сельского поселения и административно-территориальное образование в Солтонском районе Алтайского края России. Административный центр — село Нижняя Ненинка.

## Демография
По результатам Всероссийской переписи населения 2010 года, численность населения муниципального образования составила 764 человека, в том числе 367 мужчин и 397 женщин. Оценка Росстата на 1 января 2012 года — 740 человек.

## Населённые пункты
В состав сельского поселения входит 2 населённых пункта:
- село Акатьево,
- село Нижняя Ненинка.

Пешпер — упразднённый в 1986 году посёлок.